# مايكو جيريتسن
مايكو جيريتسن (بالهولندية: Maico Gerritsen)‏ (21 مارس 1986 بفينلو في هولندا - ) هو لاعب كرة قدم هولندي في مركز الوسط. لعب مع في في في فينلو.